# Invernadero botánico Foellinger-Freimann
El Invernadero botánico Foellinger-Freimann ( en inglés : Foellinger-Freimann Botanical Conservatory) es un Jardín botánico e invernadero con un total de 100,000 pies cuadrados (9,300 m²) de extensión, en Fort Wayne, Indiana.

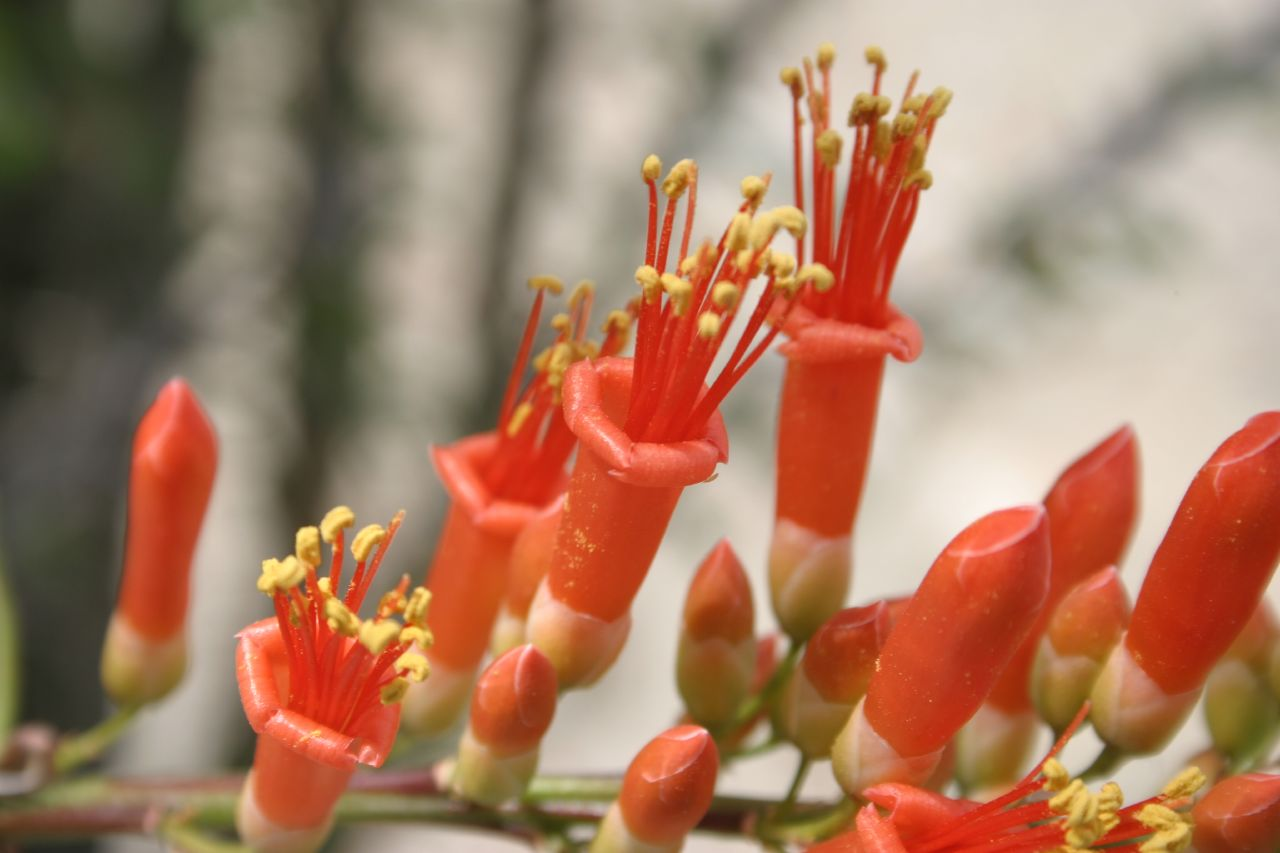
La floración del "ocotillo" (Fouquieria splendens) planta del desierto de Sonora.

## Localización
Foellinger-Freimann Botanical Conservatory 1100 S. Calhoun Street, Fort Wayne, Allen county, Indiana 46802 United States of America-Estados Unidos de América. 
Planos y vistas satelitales.41°04′32″N 85°8′22″O / 41.07556, -85.13944
Está abierto al público los siete días de la semana a lo largo de todo el año.

## Historia
Abierto al público en 1983, el Conservatorio Foellinger-Freimann Botanical es un oasis tropical en el corazón del centro de Fort Wayne Indiana. 
En el jardín e invernadero se muestran exposiciones temporales de plantas.

## Colecciones
En los jardines e invernadero podemos admirar 1,200 plantas de 502 especies diferentes.
En el invernadero de 25,000 pies cuadrados (2,300 m²) hay dos ambientes, en su interior: 
- Invernadero tropical con palmas, orquídeas y una cascada,
- Invernadero de clima seco con una exposición de plantas del desierto de Sonora,

En los jardines al aire libre hay lechos florales dispuestos en la terraza y el jardín de exploración.